# دریاچه چیلیچوکا
دریاچه چیلیچوکا (به اسپانیایی: Lake Chilicocha) یک دریاچه در پرو است که در منطقه اوئانکاولیکا واقع شده‌است.